# Esquirol volador de Hagen
L'esquirol volador de Hagen (Petinomys hageni) és una espècie de rosegador de la família dels esciúrids. És endèmic d'Indonèsia (Kalimantan i Sumatra). Es tracta d'un animal nocturn i arborícola. El seu hàbitat natural són els boscos primaris. Està amenaçat per la destrucció del seu entorn per la tala d'arbres i l'expansió de l'agricultura.
Aquest tàxon fou anomenat en honor del metge i naturalista alemany Bernhard Hagen.